# Tegostoma uniforma
Tegostoma uniforma là một loài bướm đêm trong họ Crambidae.